# Павлич, Иван
Иван Павлич (нидерл. Ivan Pavlic; род. 10 ноября 2001, Роттердам, Нидерланды) — бельгийский футболист, полузащитник клуба «Портимоненсе».

## Карьера
В Нидерландах на молодёжном уровне выступал за «Эксельсиор» и «Спартан’20». В июле 2016 года перешёл в бельгийский «Антверпен», где выступал за молодёжные команды. В июле 2021 года перешёл в португальский клуб «Академика» Коимбра, в апреле 2022 года был заявлен за основную команду. Дебютировал за клуб во Второй лиге Португалии 3 февраля 2022 года в матче с «Фаренсе». В июле 2022 года перешёл в «Эшторил-Прая». За основную команду был заявлен в июле 2023 года. Дебютировал за клуб 22 июля в матче Кубка португальской лиги против «Пасуш де Феррейра», выйдя в основном составе. В Примейре впервые вышел на поле 13 августа в матче с «Арокой».